# Platysoma conjungens
Platysoma conjungens är en skalbaggsart som beskrevs av Lea 1925. Platysoma conjungens ingår i släktet Platysoma och familjen stumpbaggar. Inga underarter finns listade i Catalogue of Life.